# 大柏川第一調節池緑地

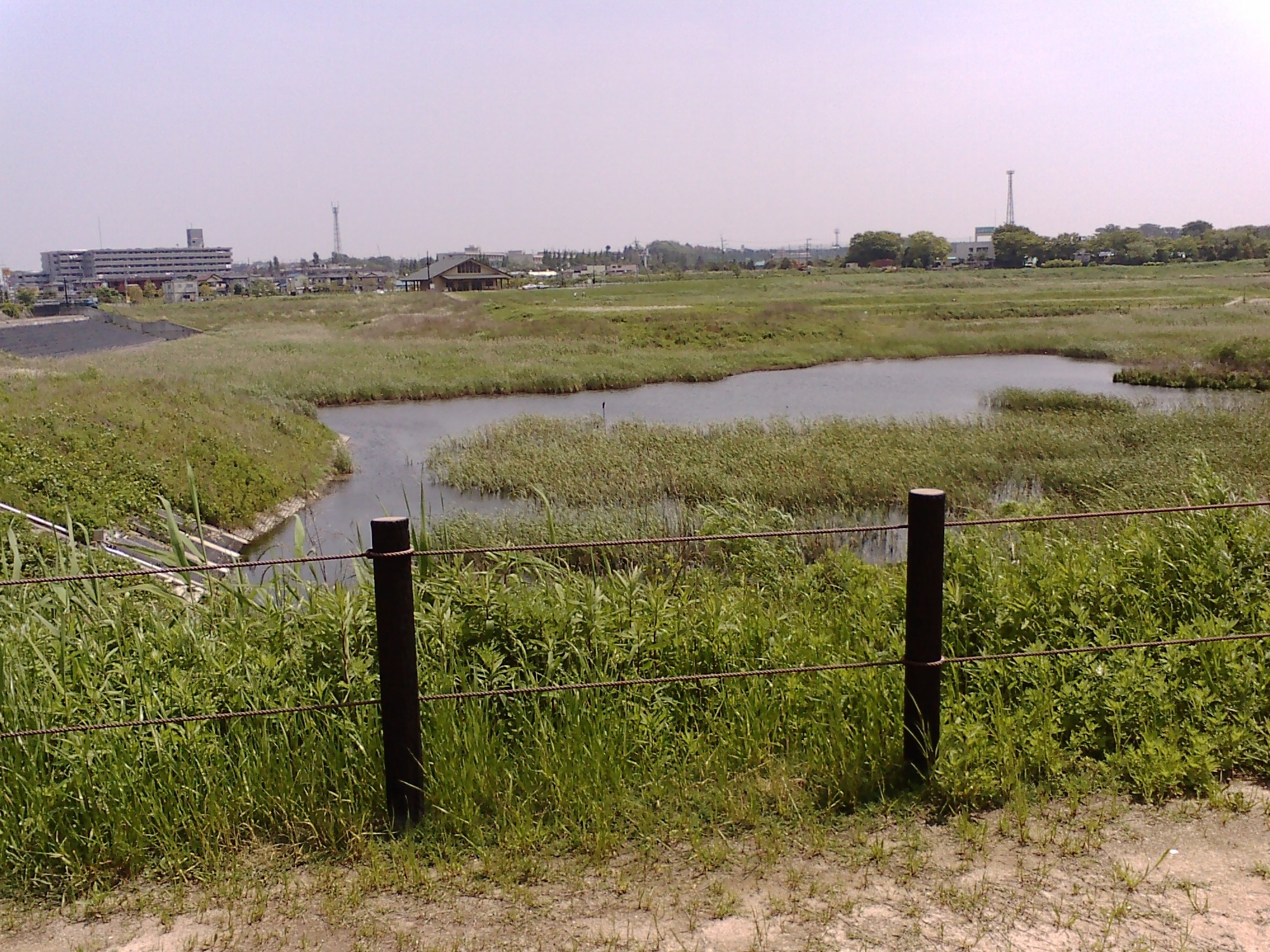
大柏川第一調節池緑地（地平線左端は越水堤防、中央左はビジターセンター、手前は立入禁止区域の池、2008年5月撮影）

大柏川第一調節池緑地（おおかしわがわだいいちちょうせつちりょくち）は、千葉県市川市北方町にある大柏川の「調節池」と「緑地」を兼ねる施設。2007年（平成19年）6月30日に開設。面積約16ha、貯水能力254,000立方メートル。
平常は緑地の公園として一般に開放されている。敷地のなかにいくつかの小さな池がありその間には通路としての小道があり湿地の景観を見て散歩や自然観察も行える。大柏川や越水（えっすい）用の堤防越流堤(えつりゅうてい)、緑地内の川に隣接する立入禁止区域の池では頻繁にカモ、サギ、カワウを見ることができる。

## 地域の歴史
真間川に合流し終える大柏川の下流端から約850m上流を西南端とし、北東方向へ川に沿った縦約4km、最長横幅約1kmの広い地域は下総台地のほぼ南端にあたり大野地区の台地と柏井地区の台地に挟まれた谷津であった。
古くからヨシ原で、また田んぼとして利用されたが、田植えの時は腰まで浸かる沼田であったと伝えられ、一部では「田そり」も使われた。また沼田の底から僅かながら水分の多い泥状の泥炭も見受けられたと言われる。地理的にも姥山貝塚や曾谷貝塚に近く、古くは東京湾北端の入り江で歴史的地勢では「大柏谷」と呼ばれる地域であった。

## 洪水と治水の歴史

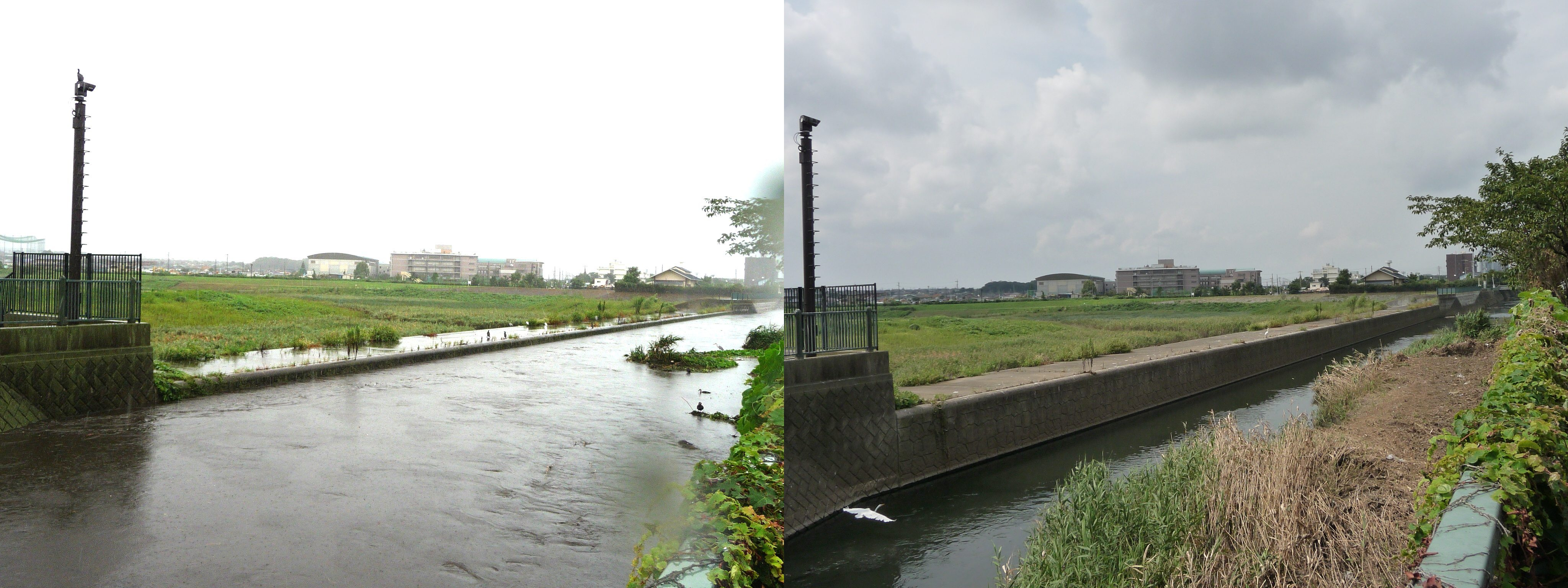
大柏川の水位比較（左：2009年台風9号接近時の豪雨後、あと20cm水位上昇で越流堤(えつりゅうてい)から越水の可能性。拡大すると多くの鳥を見ることができる。右：平常時の水位）

永らく広大なこの湿地の葦原と田園は大柏川が氾濫し冠水の被害はあったものの貯水の役目も果たした。時代を経て戦中、戦後からこの地域は次第に埋め立てられ2009年の時点では殆ど水田残っておらず、多くは畑やのどかな雰囲気も残す市街地となっている。最後の大規模な埋め立ては大野町の一部と南大野の全域が武蔵野線の1978年（昭和53年）10月の新松戸 - 西船橋間の延伸を機に埋め終え街としての形成が始まった。この武蔵野線の延伸部には 切通しが多いが、切り崩し排出された土砂は武蔵野線高架の大野町区域の埋め立てにも使われた。
最後の大規模埋め立てによって地面の標高は高くなり大柏川が増水すると形成されはじめた市街地の道路の冠水や床上浸水を起こし大柏川の拡幅事業を終える1996年（平成8年）頃まで何回か冠水や浸水に見舞われた。一例として1993年（平成5年）8月26日-27日台風11号では浸水・冠水面積400ha、浸水家屋2,392戸の被害を記録した。
千葉県真間川改修事務所によって約26年の期間を経て治水対策が行われ、調節池として開設に至った。事業の規模に比較しその期間が長年に亘ったのは予算が毎年少しずつ事業に配分されたためといわれる。
- 1979年（昭和54年） -  1996年（平成8年）： 治水緑地事業
- 1989年（平成元年） - 1996年（平成8年）：大柏川をほぼ2倍の約14mに拡幅化[5]
- 1995年（平成7年） - 2004年（平成16年）：総合治水事業
- 1995年（平成7年） - 2000年（平成12年）：床上浸水対策事業、池周囲一部の盛り土
- 2001年（平成13年） - 2005年（平成17年）：調節池の本格的な掘削（掘り下げ）工事
- 2007年（平成19年）6月30日：開園

大柏川の拡幅事業は後手にまわり南大野地区から真間川への合流地点の付近に至るまでしばしば冠水や床下浸水の発生を招いたが、川の拡幅後は浸水や氾濫の事態はなくなっている。機会は多くないが調整池として開園後も流域の豪雨によって堤防から越水し調整池本来の機能を果たしている。

## 施設
- 北部広場
  - 大柏川ビジターセンター - 環境学習の展示、工事中に見つかった縄文時代の地層の貝殻の展示や解説パネル、トイレ・休息テラス、管理事務所など
  - 野鳥観察場 - 個体数は多くないが約10種の野鳥の飛来
  - 駐車場、駐輪場
- 3つのゾーン
  - 自然環境活用ゾーン
  - 生息環境整備ゾーン
  - 生息環境保護ゾーン（立入禁止区域）
  - 各ゾーンの棚池 - 大小15の池
- 外周路 - 散歩、景観観賞
- 南部のポケットゾーン（休息場所）
- 千葉県大柏川第1調節池排水機場（排水ポンプ場、調整池南端川沿いに隣接、敷地内立入禁止）

## アクセス
- 武蔵野線市川大野駅から約2.5km
- 本八幡駅からバス - 市川市民プール前下車

## 近隣施設
- 市川市民プール
- 大野中央病院
- 市川市万葉植物園
- 中山競馬場
- 市川学園市川中学校・高等学校
- 昭和セレモニー市川儀式殿

## 近隣の埋め立ての歴史

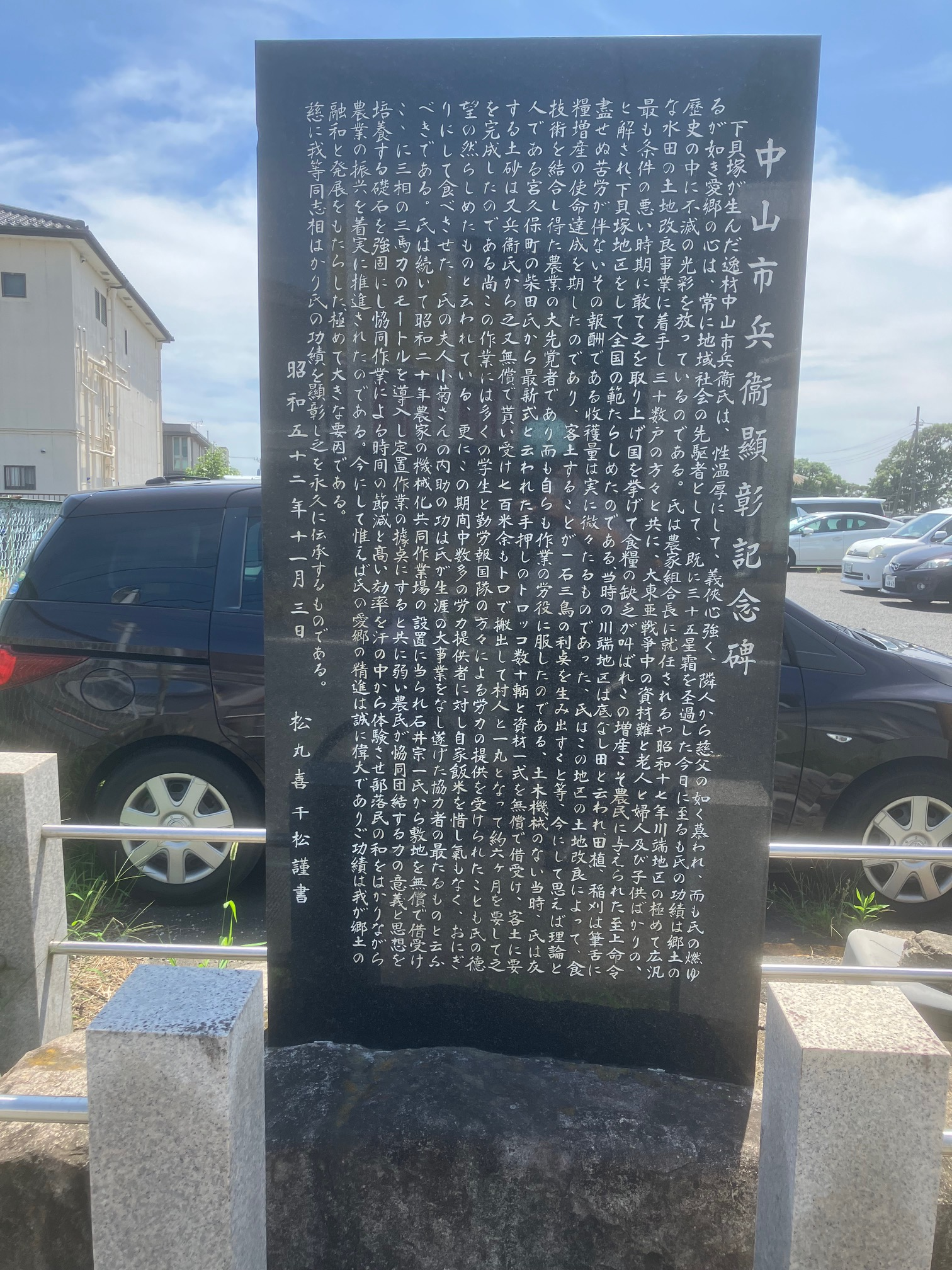
1942年(昭和17年)に下貝塚地区の埋立事業を興した中山市兵衞顕彰碑

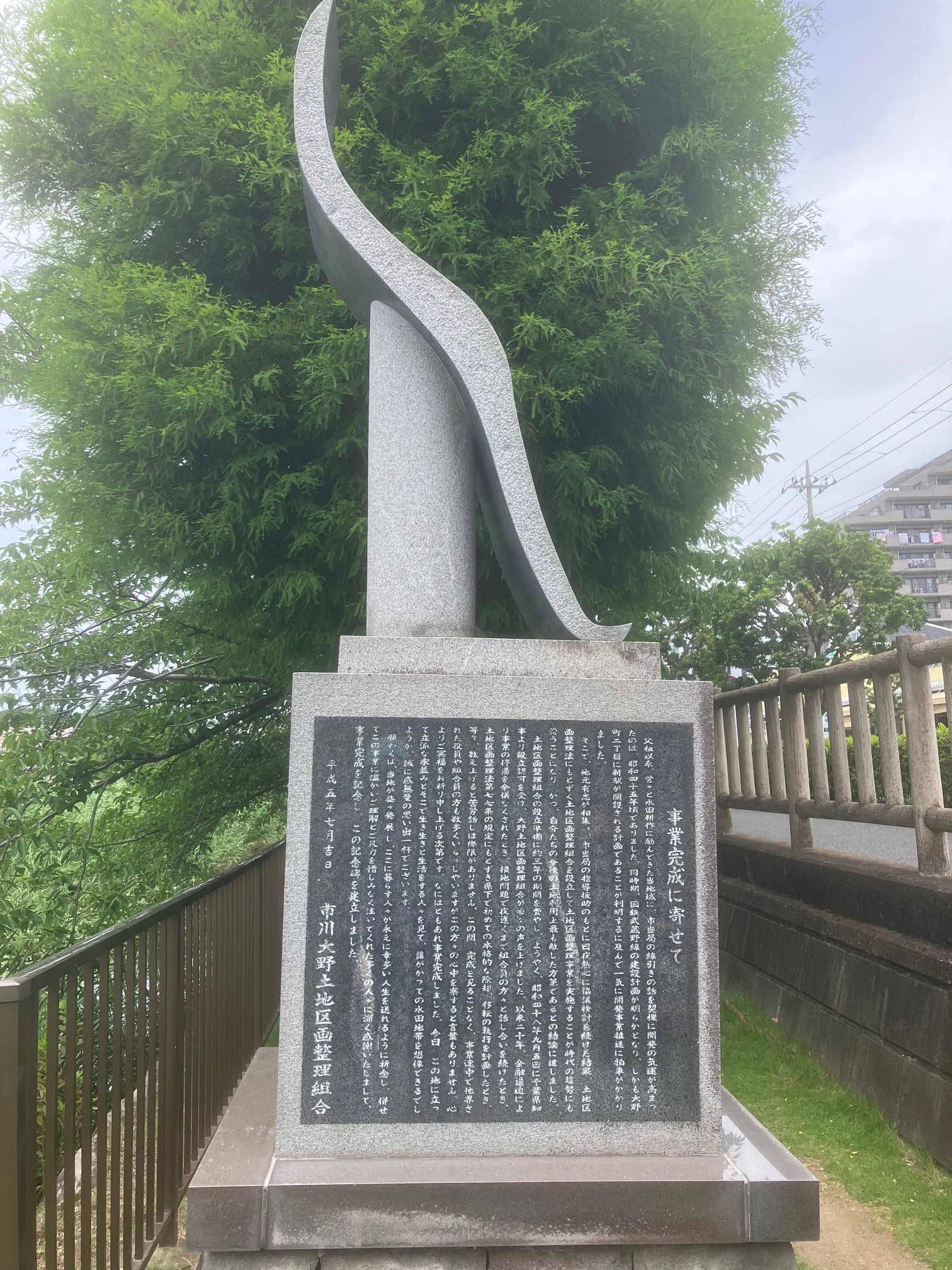
南大野(当時は大野町)埋立事業完成の碑

調節池緑地を擁す地域は時代と共に次第に埋め立てられ、畑の耕作地化や市街地化とともに溢水（いっすい）や越水に見舞われているが、埋め立てにより湿地としての貯水能力が失われたことにも起因する。戦後の頃は大野町4丁目の市川市霊園付近から真間川に合流する八幡6丁目まで畦道を歩いて行くことが出来たと伝えられる。
- 明治末葉(まつよう)(末期)：北方町北方町四丁目、86haを耕地整理し、50余年農地として利用、昭和42年に区画整理を行い、翌43年に完工[6]。

- 1942年（昭和17年）：下貝塚3丁目地区、中山市兵衞を発起人とする30戸、学生、勤労報国隊らによる戦時の食糧増産国策に沿う全国に範となる埋め立て、約32ha[2]
- 1972年（昭和47年） - 1978年（昭和53年）：本北方3丁目、美濃輪台遺蹟近傍地区、美濃輪土地区画整理組合、約5.8ha[7]
- 1970年（昭和45年）頃： 柏井2丁目浜道地区、市川市による勤労者向け宅地化、約6ha
- 1973年（昭和48年） - 1979年（昭和54年）：大野町の一部と南大野の全域、市川大野土地区画整理組合、72.7ha[8]
- 1975年（昭和50年）代中頃から -1988年（昭和63年）頃まで：北方町、個人による自分の地所の順次埋め立て、約60ha
- 2008年（平成20年）6月 - 2009年（平成21年）8月：柏井2丁目武蔵野線高架下、農地化、0.6ha[9]
- このほか大柏川両岸にあたる奉免町、宮久保、東菅野、本北方や大野町の一部も戦後の経済成長と共に埋め立てられ市街地となった。埋め立て後も調整池緑地付近の広い個々人の地所は市街化調整区域であり住宅などは少く畑地や僅かな倉庫などである。また調整池開園後も地域全体では平成時代に入っても宅地やコンビニエンスストア、店舗などへと替わっている。

## その他
- 千葉県真間川改修事務所により大柏川上流では大柏川第二調節池（平成9年度から着手、10ha、市川市、鎌ヶ谷市、船橋市）と国分川および春木川の国分川調整池（平成6年度着手、30ha、市川市）を施設中（平成21年時点）。